# Assicurazioni Generali
Assicurazioni Generali (/ˌdʒɛnəˈrɑːli/ JEN-ər-AH-lee, italiană: [assikuratˈtsjoːni dʒeneˈraːli]; înseamnă 'asigurări generale') este cea mai mare companie de asigurări din Italia și a treia din lume, conform cifrei de afaceri. Compania a fost înființată pe 26 decembrie 1831, la Trieste, sub numele Assicurazioni Generali Austro-Italiche. În acel moment, Trieste, orașul în care compania își are și acum sediul central, era cel mai important port al Imperiului Austro-Ungar. Pe parcursul istoriei sale, Generali a crescut ca mărime și importanță, devenind unul dintre cei mai mari asiguratori din Italia și din Europa Centrală. Începând cu anul 2014, compania s-a clasat printre primele 50 de companii din topul Fortune Global 500 și, în 2015, pe poziția 43 în clasamentul "Smartest Companies 2015" întocmit de Massachusetts Institute for Technology. Emblema companiei este Leul Sfântului Marcu.

## Istorie

Simbolul Generali este derivat din steagul Republicii Veneția, dizolvată de Napoleon cu trei decenii înainte de înființarea companiei.

La vremea aceea, în Trieste erau active circa 20 de companii de asigurări. Generali a fost înființată cu scopul declarat de a activa pe mai multe segmente și de a își diversifica activitatea. În acel moment, cea mai populară formă de asigurare era reprezentată de asigurările maritime. 
În câțiva ani, Generali s-a extins și în alte orase ale imperiului, precum și în alte porturi europene: Viena, Praga, Budapesta, Szeged, dar și în Marsilia, Bordeaux, Parma, Genoa, Florența sau Mesina.
În 1948, după al Doilea Război Mondial, Generali s-a retras din această regiune din cauza contextului geopolitic de atunci. Urma să revină abia în 1989.    

## Prezența teritorială
Compania Generali activează în principal în Europa, Asia și America de Sud, dar și în Orientul Mijlociu sau în Africa. Generali este lider de piață în Italia, și unul dintre cei mai importanți asiguratori ca volum de afaceri în Germania, Franța, Cehia, Ungaria sau Slovenia. În total, este prezent în peste 60 de țări de pe mapamond, cu ajutorul a aproape 76.000 de angajați din 460 de companii  si 65 de milioane de clienți.

## Cifra de afaceri
- 2013: 96,75 mil euro
- 2014: 101,99 mil euro
- 2015: 106,77 mil euro
- 2016: 141,66 mil euro

## Generali în România

Generali in Romania este prezentă în toate judetele, în toate orașele importante ale țării, cu peste 88 de agenții și puncte de lucru.
1835
Istoria Grupului Generali în România începe în anul 1835, odată cu înființarea primei sucursale, în Brăila, având ca principal obiect de activitate asigurarea transporturilor de mărfuri
1889 - 1935
La data de 19 martie 1897, tot la Brăila, beneficiind de capital românesc prin participarea Băncii Marmorosch Blank&Co., se înființează Societatea Română de Asigurări Generale.  
Societatea își mută sediul la București, apoi își schimbă numele în GENERALA - Societate Română de Asigurări Generale. Se dezvoltă rapid, astfel încât, în 1935, Generala devine numărul 1 pe piața asigurărilor din România, fiind acționară la mai multe societăți de asigurare din țară, precum: Dacia-România, Steaua României, Prima Ardeleană. 
1948 - 1993
În anul 1948, datorită contextului politic, Grupul Generali este forțat să se retragă de pe piața est-europeană și, implicit, din România. 
1993- 2001
După o pauză de 45 de ani, în anul 1993, Generali revine în România. Astfel, se înființează societatea Generală Asigurări S.A., având capital mixt italiano-român, acționarii fiind Assicurazioni Generali (51%) și alte 4 companii românești, activitatea vizând în principal asigurările generale. 
În anul 1999, Generali Holding Vienna preia pachetul majoritar de acțiuni, iar numele companiei devine GENERALI Asigurări. 
În doi ani, compania și-a completat portofoliul și cu asigurări de viață și s-a concentrat pe vânzarea de asigurări și pentru persoane fizice, lansând noi produse adaptate cerințelor clienților persoane fizice. 
Începând din 2001, odată cu lărgirea portofoliului prin încheierea de asigurări de viață, Generali acordă o atenție sporită clienților persoane fizice și corporații. Astfel au fost lansate noi produse din categoria asigurărilor de viață.
2002- 2010
Această perioadă este recunoscută ca fiind de consolidare a companiei pe piața românească de asigurări, prin dezvoltarea de noi produse și îmbunătățirea permanentă a serviciilor.
În 2007, Generali România se lansează pe piața pensiilor private obligatorii din România, clasându-se în topul primilor 3 administratori, cu un număr de aproape 500.000 de participanți și o cotă de piață de 9,4%.
Tot în 2007, țările din Europa Centrală și de Est ale Grupului Generali intră sub coordonarea noului Holding, cu sediul la Praga, Generali CEE Holding B.V. Noua entitate este rezultatul join-venture-ului realizat de Grupul Generali și Grupul ceh PPF pentru operațiunile din Europa Centrala și de Est.
2009 este anul care marchează intrarea companiei Generali Pensii pe piața pensiilor facultative (Pilonul III) și achiziționarea de către Generali CEE Holding a companiei de asigurare ARDAF, care devine astfel parte a Grupului Generali.
2011
Este anul în care Generali Asigurări si Ardaf fuzionează, dând naștere unei noi companii, Generali România.
2017
Generali România se menține în top 10 companii de asigurare după volumul de prime brute subscrise.
Compania are un portfoliu de asigurări din întreaga piață (auto, asigurări generale non-auto în segmentele corporate și retail, asigurări de călătorie în străinătate, asigurările de viață și altele).

## Vezi şi
- Palatul Generala din Bucureşti